# Aeroporto de Málaga-Costa del Sol
O Aeroporto de Málaga-Costa del Sol (em castelhano: Aeropuerto de Málaga-Costa del Sol) (IATA: AGP, ICAO: LEMG),  é um aeroporto internacional da cidade de Málaga, Costa del Sol na Espanha.
Desde 6 de junho de 2011 que oficialmente é chamado Aeroporto Málaga-Costa del Sol. Está localizado em Málaga, no distrito de Churriana, a cerca de 8 km do centro da cidade. Dos três aeroportos que participaram da primeira rota aérea (Toulouse-Barcelona-Alicante-Málaga-Casablanca) estabelecida na Espanha em 1919 pela empresa francesa fundada por Pierre Latécoère, Lignes Aeriennes Latécoère, é o único que continua em operação continuamente, tornando-se o mais antigo dos aeroportos espanhóis.
Atualmente, ocupa o quarto lugar em termos de volume de tráfego entre aeroportos na Espanha, terceiro na península Ibérica e vigésimo na União Europeia. Em 2019, alcançou 19.856.299 passageiros (16.851.281 em voos internacionais) e 144.920 operações de decolagem e aterrissagem, números que o colocam como a grande porta de entrada para o turismo, não apenas na Costa del Sol, mas em toda a Andaluzia, pois representa cerca de 85% de todo o tráfego internacional da comunidade e, especialmente, o único que pode oferecer uma ampla variedade de destinos. Devido ao grande aumento do tráfego aéreo no aeroporto, um novo terminal e um novo foram construídos recentemente. pista (pista 12/30). Desta forma, o aeroporto de Málaga já possui duas pistas de pouso / decolagem, permitindo que cada uma tenha uma função única (ou pista de decolagem apenas ou pista de pouso), acelerando o tráfego.
O aeroporto opera mais de sessenta companhias aéreas que se conectam diariamente a vinte cidades espanholas e mais de cem cidades da Europa, principalmente ao Reino Unido, Europa Central e países nórdicos, mas também às principais cidades da Europa Oriental: Moscou, São Petersburgo, Budapeste, Sófia, Varsóvia, Riga ou Bucareste; Norte da África, Oriente Médio: Riyadh, Yida e Kuwait City; e América do Norte: Nova York e Montreal.

## História
A história do aeroporto de Málaga-Costa del Sol começa em 9 de março de 1919, quando um avião Salmson 2A que sobrevoava a cidade em busca de um local para pousar o fez em um terreno chamado "El Rompedizo".
Pierre Latécoère estava viajando no avião, no momento em que procurava locais na Espanha para instalar diferentes aeródromos. O objetivo de Latécoère era estabelecer uma linha aérea comercial que ligasse a França às colônias africanas através da Espanha e, posteriormente, desse um salto para a América do Sul.
Após alguns voos de teste, em 1 de setembro de 1919, Didier Daurat, futuro primeiro diretor do aeródromo de Málaga, inaugurou os serviços regulares para Toulouse, Barcelona, Alicante, Málaga, Tânger e Casablanca.
Em 1937, o aeroporto de Málaga-Costa del Sol tornou-se uma base aérea e as escolas de tripulação, observador e especialista da Força Aérea estavam localizadas no local.
Em 12 de julho de 1946, o aeroporto foi aberto ao tráfego nacional e internacional e classificado como alfandegário. Todos os serviços de passageiros são atendidos nas instalações da base aérea, desde que, até 1948, a estação civil de passageiros não foi inaugurada.

### Crescimento do aeroporto
Ao longo do ano de 1960, ocorreu uma mudança radical no design do aeroporto, pois, juntamente com a expansão da pista e a construção da pista paralela, uma nova área terminal foi configurada no centro geométrico da cidade. campo de voo. Esta área está localizada a um quilômetro e meio ao norte da área existente do terminal, onde será construído um novo estacionamento de aeronaves, a torre de controle, uma central elétrica e um terminal de passageiros. Esses trabalhos são complementados pela instalação de diferentes auxílios à navegação: um VASIS e um VOR em 1965, um sistema ILS em 1966 e um radar em 1970.
O aeroporto - conhecido ao longo do tempo como «El Rompedizo» ou «García Morato» - é oficialmente chamado de Aeroporto de Málaga por uma ordem ministerial de setembro de 1965. Por ordem ministerial de 18 de maio de 2011 seu nome oficial foi alterado para o aeroporto Málaga-Costa del Sol.
O novo terminal de passageiros foi inaugurado em 29 de janeiro de 1968 e imediatamente os serviços nacionais, que eram atendidos na estação civil, e os serviços internacionais, atendidos na estação provisória, foram transferidos para ele.
O aumento crescente do tráfego - principalmente voos não programados (em 1965, cerca de trinta empresas operavam esse tipo de tráfego em Málaga) - força a construção de um terminal específico chamado «Estação modular para tráfego não programado». O novo edifício é idêntico ao construído em Palma, Girona, Alicante e Ibiza; É inaugurado em 30 de junho de 1972.

### Terminal Ruiz Picasso
O crescimento persistente do tráfego nos obriga a pensar na construção de um novo terminal que foi finalmente inaugurado em 30 de novembro de 1991 sob o nome "Pablo Ruiz Picasso". O terminal, projetado pelo arquiteto Ricardo Bofill, é configurado em dois andares independentes, nos quais os fluxos de chegada e partida de passageiros são diferenciados. O edifício está anexado ao antigo terminal internacional e está operacionalmente integrado a ele.
Para completar a área do terminal, está sendo construído um prédio de estacionamento para veículos, que entra em serviço no verão de 1995. Ele se conecta através de um túnel à cave do terminal de passageiros e foi remodelado para acomodar serviços de aluguel de carros autônomos.
Em 1995, o antigo prédio de passageiros da década de 1940 foi reformado e restaurado, tornando-se o terminal de aviação geral. Na área norte do aeroporto, um hangar é erguido para a manutenção de grandes aeronaves e, ao lado, um terminal de carga. Ambos entram em serviço em 1996.
Em 1997, foi realizada uma nova expansão do estacionamento de aeronaves e, simultaneamente, foi fornecido um sistema de suprimento de combustível por meio de hidrantes para todas as posições associadas aos corredores telescópicos.
Em novembro de 2002, o aeroporto deu um novo passo em seu desenvolvimento com a inauguração de uma moderna torre de controle que possui a mais recente tecnologia e incorpora, pela primeira vez em uma torre, o sistema VICTOR. Este sistema permite a apresentação visual de todos os dados necessários em um único console, facilitando o trabalho e a agilidade de operação do controlador.

### Terminal T3 e novo campo de voo
Para atender ao rápido aumento de passageiros, principalmente devido ao forte crescimento do turismo na Costa del Sol, foi realizado o Plano de Málaga, um projeto ambicioso que envolvia, entre outras ações, a construção de um novo edifício terminal e um novo parque de estacionamento e a expansão do campo de voo.
O novo Terminal, denominado T3, une-se aos já existentes (T1 e T2), formando uma única área de terminal de passageiros com capacidade para mais de 9.000 passageiros na hora do rush. Lançado em março de 2010, possui os elementos mais significativos de 12 pontes de embarque direto; 84 balcões de check-in, mais 2 balcões de bagagem especiais e 11 cintos de coleta de bagagens, além de um cinto de bagagem especial.
Anexado à nova área do Terminal, existe um estacionamento de veículos com mais de 2.500 vagas, além de um estacionamento de ônibus na cave do Terminal T3, com capacidade para 50 veículos; à qual deve ser adicionada a construção e o comissionamento de uma nova estação ferroviária na linha Málaga-Fuengirola.
O novo aeródromo é composto de uma pista máxima de 3.090 metros para decolagens; um taxiway paralelo; quatro faixas de saída rápida; e mais de 150.000 metros quadrados de estacionamento de aeronaves, o que permite alcançar um total de 125 posições.

## Futuros acessos
Atualmente, estão em andamento as obras de conclusão de um novo projeto de acesso ao norte que se conectará ao hiperlink de Málaga, e espera-se que as obras para esse acesso sejam licitadas no outono de 2017.
No futuro, a parada de trens de alta velocidade no âmbito do Corredor Costa del Sol e a chegada do metrô de Málaga são estudadas como novas intervenções no aeroporto, embora sejam projetos sem estudo ou financiamento.

## Impacto ecônomico
Segundo dados de 2006, antes da expansão, estima-se que a produção total ou a atividade econômica associada ao aeroporto de Málaga-Costa del Sol atingisse mais de 15.000 milhões de euros, enquanto o VAB excederia 7.500 milhões de euros, 45,9% devido a efeitos induzidos e 48% devido a efeitos indiretos, amplamente associados à atividade turística.
A participação da VAB associada à atividade do aeroporto em toda a produção de Málaga seria superior a 25%. Por seu lado, a contribuição para o GAV andaluz seria de 5,5%, o que destaca a importância do aeroporto de Málaga, não apenas para a economia local, mas também para a economia da Comunidade Autônoma como um todo.